# Erik Cadée
Erik Cadée (né le 15 février 1984 à Bois-le-Duc) est un athlète néerlandais spécialiste du lancer du disque.

## Carrière
Après une participation aux championnats du monde junior en 2002, il gagne les championnats d'Europe junior en 2003 avec un jet à 60,42 m. Il représente les Pays-Bas aux championnats du monde de 2007 à Osaka et de 2009 à Berlin et fini respectivement 23e et 19e. En 2010, il participe aux championnats d'Europe de Barcelone mais ne parvient pas à réaliser un jet mesuré.
En mars 2011, il prend la deuxième place du disque lors de la coupe d'Europe hivernale des lancers 2011 à Sofia avec la marque de 62,15 m. Il réalise la meilleure marque de sa carrière à Chula Vista (en Californie) avec 66,95 m, prenant ainsi la tête des bilans mondiaux.

## Palmarès
| Date | Compétition                          | Lieu                  | Résultat | Marque  |
| ---- | ------------------------------------ | --------------------- | -------- | ------- |
| 2003 | Championnats d'Europe junior         | Finlande              | 1er      | 60,42 m |
| 2007 | Championnats du monde                | Osaka                 | 23e      | 59,98 m |
| 2009 | Championnats du monde                | Berlin                | 19e      | 60,64 m |
| 2010 | Championnats d'Europe                | Barcelone             | finale   | NM      |
| 2011 | Coupe d'Europe hivernale des lancers | Sofia                 | 2e       | 62,15 m |
| 2012 | Coupe d'Europe hivernale des lancers | Bar                   | 1er      | 64,09 m |
| 2013 | Coupe d'Europe hivernale des lancers | Castellón de la Plana | 3e       | 64,38 m |
| 2014 | Coupe d'Europe hivernale des lancers | Leiria                | 2e       | 63,56 m |
| 2015 | Championnats d'Europe par équipes    | Heraklion             | 3e       | 60,88 m |
| 2017 | Championnats d'Europe par équipes    | Lille                 | 4e       | 62,22 m |

## Records
| Épreuve | Temps   | Lieu  | Date        |
| ------- | ------- | ----- | ----------- |
| Disque  | 67,30 m | Hoorn | 12 mai 2012 |